# Philharmonie d'État de Košice

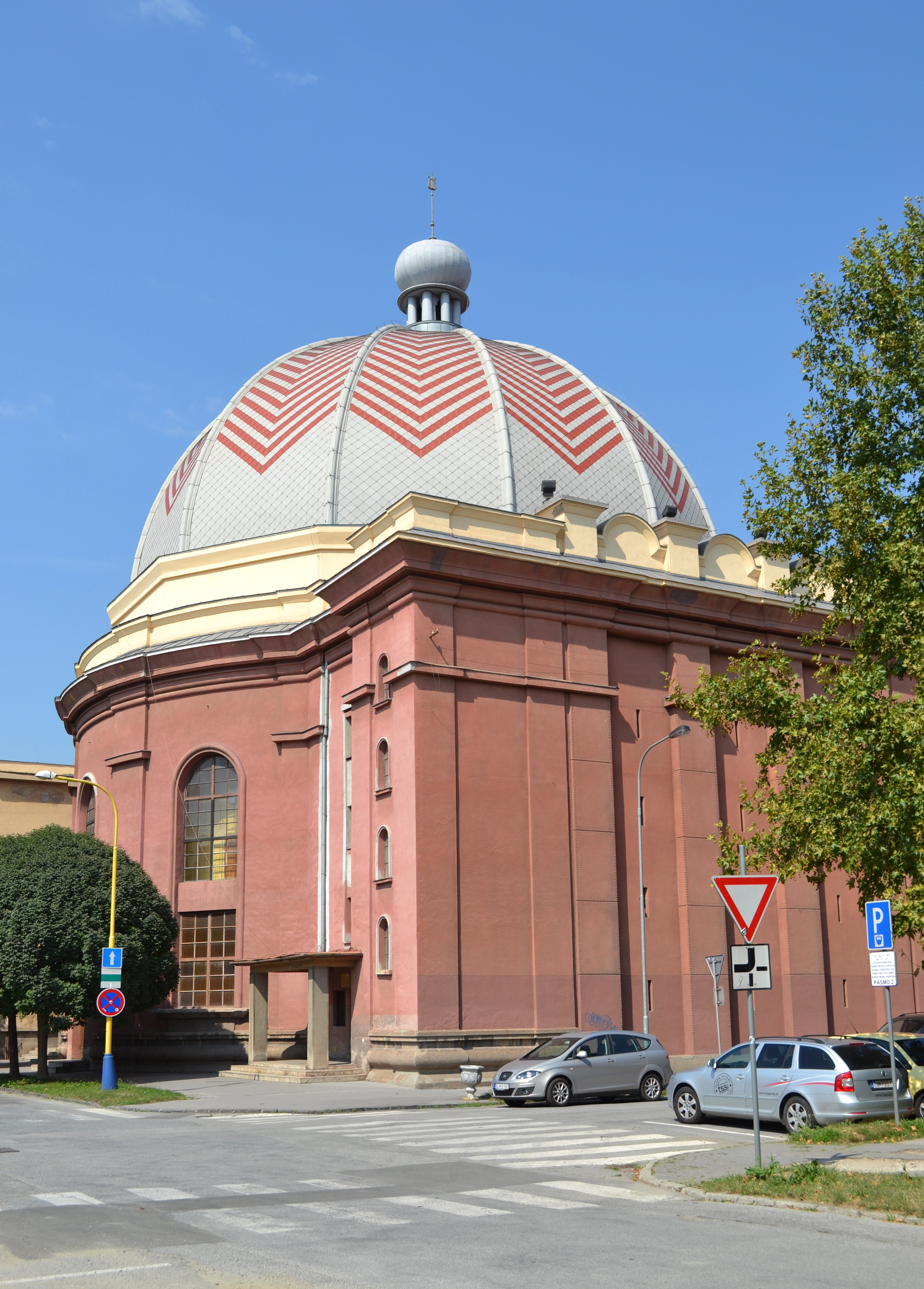
Maison des arts, ancienne synagogue néologue.

La Philharmonie d'État de Košice (slovaque : Štátna filharmónia Košice (ŠfK) est le second orchestre philharmonique de Slovaquie. Il est basé à Košice.

## Histoire
L'orchestre fut créé en 1968 et le premier concert a été donné l'année suivante en avril 1969 sous la direction de son chef principal, Bystrík Režucha. Rapidement, l'orchestre a acquis une réputation internationale, devenant en 1994 le premier orchestre slovaque à jouer sur le territoire américain. L'orchestre réside dans une ancienne synagogue néologique bâtie en 1927. Le bâtiment est actuellement appelé Maison des arts (slovaque : Dom umenia) et est pourvu d'un orgue depuis 1977. Riche d'une discographie comptant environ 130 disques enregistrés pour diverses firmes (Naxos, Marco Polo), l'orchestre a été dirigé par de nombreux chefs d'orchestre : outre les grandes figures nationales (Ladislav Slovák, Ondrej Lenárd et L'udovít Rajter), plusieurs chefs étrangers furent invités, parmi lesquels Václav Smetáček, Alexander Rahbari (en), Thomas Sanderling, Jiří Bělohlávek et Libor Pešek. De 2008 à 2021, le directeur musical de la Philharmonie est le chef d'orchestre tchèque Zbyněk Müller. Robert Jindra est l’actuel chef principal de l’orchestre.

## Chefs d'orchestre
- Robert Jindra depuis (2021-2024)
- Zbyněk Müller (2008-2021)
- Jerzy Swoboda (2003-2008)
- Tomáš Koutník (1998-2003)
- Stanislav Macura (1995-1998)
- Bystrík Režucha (1993-1995)
- Stanislav Macura (1981-1983)
- Bystrík Režucha (1968-1981)

## Festivals
Trois festivals annuels sont organisés : le Printemps musical de Košice (Košická hudobná jar), le Festival international d'orgue Medzinárodný organový festival depuis 1991 et le Festival des arts contemporains (Festival súčasného umenia) depuis 2003.